# Sophia Lee
Sophia Lee, född 1750, död den 13 mars 1824, var en engelsk författare, syster till Harriet Lee.
Sophia Lee var dotter till en skådespelare vid Covent Garden-teatern och förestod länge tillsammans med systern en flickskola i Bath. De skrev dels var för sig åtskilliga romaner och dramer, dels i samarbete Canterbury tales (5 band, 1797–1805; ny upplaga 1857), noveller, som fick stor spridning, i synnerhet i Amerika. På en av dessa berättelser, Kruitzner, or the german’s tale, byggde Byron sitt sorgespel Werner. Sophia Lees roman The recess (1784) är kanske hennes främsta arbete.